# João Rodrigo
João Rodrigo, född 8 november 1977, död 29 oktober 2013 (mördad), var en brasiliansk fotbollsspelare. Han hittades mördad i Río de Janeiro.
Han spelade för Östers IF i Allsvenskan 2003, under andra halvan av säsongen, efter att ha spelat för Bangu AC sedan 15-årsåldern.

### Fotnoter
1. ↑  Daniel Grefve (29 oktober 2013). ”Före detta Öster-spelare mördad”. SVT Sport. http://www.svt.se/sport/fotboll/fore-detta-oster-spelare-mordad. Läst 29 oktober 2013.
2. ↑  Jull Sjölund (20 juli 2003). ”Östers nye brasse Rodrigo ska lyfta laget”. Sportbladet. http://www.aftonbladet.se/sportbladet/fotboll/sverige/allsvenskan/article10380489.ab. Läst 29 oktober 2013.